# Caladenia necrophylla
Caladenia necrophylla är en orkidéart som beskrevs av David Lloyd Jones. Caladenia necrophylla ingår i släktet Caladenia och familjen orkidéer.
Artens utbredningsområde är Sydaustralien. Inga underarter finns listade i Catalogue of Life.